# Ostap Dasjkevytj
Ostap Dashkevytj (ukrainska: Остап Дашкевич) 1472-1535 var den första zaporizjakosackiska hetman.
Under det polska styret började zaporizjakosackerna utgöra en del av den kungliga kronarmén i Polen. Ostap Dasjkevytj bistod Polen stort. Den polske kungen och storfursten av Litauen Stefan Batory som ville trygga landets södra delar mot krimtatarerna, skapade en arméorganisation runt zaporizjakosackerna och hans efterföljare på posten som polske kung Sigismund III Vasa, som även var svensk kung, överlämnade därför bland annat Tjerkasy till kosackerna. Dasjkevytj var Starosta (kunglig ståthållare) i Kaniv och Tjerkasy 1514–1535.